# 세르지우 필리페 다 시우바 바르제
세르지우 필리페 다 시우바 바르제(Sérgio Filipe da Silva Barge, 1984년 1월 4일)는 포르투갈의 전 축구 선수로, 과거 미드필더로 활약하였다.